# Davidius zhoui
Davidius zhoui là loài chuồn chuồn trong họ Gomphidae. Loài này được Chao miêu tả khoa học đầu tiên năm 1995.